# Спенс, Джо
Джо́зеф Уо́терс Спенс (англ. Joseph Waters Spence; 15 декабря 1898, Трокли, Англия — 31 декабря 1966, Честерфилд, Англия), более известный как Джо Спенс (англ. Joe Spence) — английский футболист, нападающий. Долгое время выступал за английский клуб «Манчестер Юнайтед», став одним из его самых известных игроков межвоенного периода. С 167 голами занимает 8-е место в списке лучших бомбардиров клуба за всю историю.
Характеризовался как «быстрый, техничный, крепкий игрок». На «Олд Траффорд» в 1920-е годы была популярна кричалка «Отдай мяч Джо!» (англ. Give It To Joe). Также болельщики звали его «Мистер Футбол» (англ. Mr. Soccer).

## Клубная карьера
Джо Спенс родился и вырос в Трокли, Нортамберленд, неподалёку от Ньюкасла. Его отец, Уильям Спенс, шотландец по происхождению, работал забойщиком на местной угольной шахте. С 13-летнего возраста Джо также работал на угольной шахте откатчиком вагонеток. С ранних лет начал играть в футбол, в свободное от работы время выступая за местные молодёжные клубы «Блачер Джуниорс» и «Трокли Селтик». За «Блачер Джуниорс» в свой первый сезон забил 42 гола в 49 матчах. В 1916 году 17-летний Спенс году был призван в ряды Британской армии, где проходил службу пулемётчиком. В военное время выступал в качестве гостевого игрока за «Ливерпуль», «Ньюберн» и «Скотсвуд» и даже выиграл армейский кубок по футболу со своим батальоном. Выступая за «Скотсвуд», получил прозвище «Скотсвудская гончая» (англ. The Scotswood Whippet).
В марте 1919 года стал игроком «Манчестер Юнайтед». В своей первой (неофициальной) игре за клуб против «Бери» на «Олд Траффорд» забил 4 гола. Его официальный дебют в основном составе «Юнайтед» состоялся 30 августа 1919 года в матче Первого дивизиона против «Дерби Каунти». 8 сентября того же года забил свой первый гол за клуб в матче против «Шеффилд Уэнсдей». Всего в своём первом сезоне в «Юнайтед» забил 14 мячей.
Выступал за клуб на протяжении 14 сезонов, сыграв 510 официальных матчей и забив 167 мячей, включая 3 три хет-трика (против «Манчестер Сити» 29 октября 1921 года, против «Дерби Каунти» 22 октября 1927 года и против «Ливерпуля» 5 мая 1928 года) и 2 «покера» (4 гола в одном матче) (против «Кристал Пэлас» 12 апреля 1924 года и против «Вест Хэм Юнайтед» 1 февраля 1930 года). Шесть раз становился лучшим бомбардиром «Манчестер Юнайтед» в сезоне: это происходило в сезонах 1919/20, 1921/22, 1926/27, 1927/28, 1929/30 (совместно с Гарри Роули) и 1931/32.
12 июня 1933 года перешёл в «Брэдфорд Сити». Провёл в клубе два сезона, забив 27 мячей в 75 матчах чемпионата. 16 мая 1935 года перешёл в «Честерфилд», за который забил 10 мячей в 58 матчах чемпионата. Помог клубу выиграть Третий северный дивизион Футбольной лиги в сезоне 1935/36.
Завершил карьеру в 1938 году.
После Второй мировой войны вернулся в «Манчестер Юнайтед» и работал в клубе на тренерских должностях, а также в роли скаута.

## Карьера в сборной
Провёл 2 матча за сборную Англии в 1926 году (против Бельгии и Ирландии).

### Матчи Джо Спенса за сборную Англии
| № | Дата            | Оппонент | Счёт | Голы Спенса | Соревнование                                |
| - | --------------- | -------- | ---- | ----------- | ------------------------------------------- |
| 1 | 24 мая 1926     | Бельгия  | 5:3  | -           | Товарищеский матч                           |
| 2 | 20 октября 1926 | Ирландия | 3:3  | 1           | Домашний чемпионат Великобритании 1926/1927 |

Итого: 2 матча / 1 гол; 1 победа, 1 ничья.

## Достижения
«Честерфилд»
- Чемпион Третьего северного дивизиона Футбольной лиги: 1935/36

## Статистика выступлений
| Клуб              | Сезон            | Лига | Лига | Кубок Англии | Кубок Англии | Прочие | Прочие | Итого | Итого |
| Клуб              | Сезон            | Игры | Голы | Игры         | Голы         | Игры   | Голы   | Игры  | Голы  |
| ----------------- | ---------------- | ---- | ---- | ------------ | ------------ | ------ | ------ | ----- | ----- |
| Манчестер Юнайтед | 1919/20          | 32   | 14   | 1            | 0            | 0      | 0      | 33    | 14    |
| Манчестер Юнайтед | 1920/21          | 15   | 7    | 0            | 0            | 0      | 0      | 15    | 7     |
| Манчестер Юнайтед | 1921/22          | 35   | 15   | 1            | 0            | 0      | 0      | 36    | 15    |
| Манчестер Юнайтед | 1922/23          | 35   | 11   | 2            | 0            | 0      | 0      | 37    | 11    |
| Манчестер Юнайтед | 1923/24          | 36   | 10   | 2            | 0            | 0      | 0      | 38    | 10    |
| Манчестер Юнайтед | 1924/25          | 42   | 5    | 1            | 0            | 0      | 0      | 43    | 5     |
| Манчестер Юнайтед | 1925/26          | 39   | 6    | 7            | 4            | 0      | 0      | 46    | 10    |
| Манчестер Юнайтед | 1926/27          | 40   | 18   | 3            | 1            | 0      | 0      | 43    | 19    |
| Манчестер Юнайтед | 1927/28          | 38   | 22   | 5            | 2            | 0      | 0      | 43    | 24    |
| Манчестер Юнайтед | 1928/29          | 36   | 5    | 2            | 1            | 0      | 0      | 38    | 6     |
| Манчестер Юнайтед | 1929/30          | 42   | 12   | 1            | 0            | 0      | 0      | 43    | 12    |
| Манчестер Юнайтед | 1930/31          | 35   | 6    | 2            | 1            | 0      | 0      | 37    | 7     |
| Манчестер Юнайтед | 1931/32          | 37   | 19   | 1            | 0            | 0      | 0      | 38    | 19    |
| Манчестер Юнайтед | 1932/33          | 19   | 7    | 1            | 1            | 0      | 0      | 20    | 8     |
| Манчестер Юнайтед | Итого            | 481  | 157  | 29           | 10           | 0      | 0      | 510   | 167   |
| Брэдфорд Сити     | 1933/34          | 41   | 23   | 1            | 1            | 0      | 0      | 42    | 24    |
| Брэдфорд Сити     | 1934/35          | 34   | 4    | 3            | 1            | 0      | 0      | 37    | 5     |
| Брэдфорд Сити     | Итого            | 75   | 27   | 4            | 2            | 0      | 0      | 79    | 29    |
| Честерфилд        | 1935/36          | 42   | 8    | 3            | 2            | 5      | 2      | 50    | 12    |
| Честерфилд        | 1936/37          | 9    | 2    | 0            | 0            | 0      | 0      | 9     | 2     |
| Честерфилд        | 1937/38          | 7    | 0    | 5            | 2            | 0      | 0      | 12    | 2     |
| Честерфилд        | Итого            | 58   | 10   | 8            | 4            | 5      | 2      | 71    | 16    |
| Всего за карьеру  | Всего за карьеру | 614  | 194  | 41           | 16           | 5      | 2      | 660   | 212   |

## Личная жизнь
В сентябре 1922 года женился на Элис Лаун.
Его сын, Джо Спенс-младший, также был футболистом и играл за «Йорк Сити».
Двоюродный брат Джо Спенса, Джордж Браун, также был известным футболистом.